# Марио Кемпес
Марио Алберто Кемпес (шп. Mario Alberto Kempes; Бел Вил, 15. јул 1954) је бивши аргентински фудбалер. Његов отац, Марио, такође фудбалер, га је подстакао да игра фудбал. Најпознатији је био док је играо за Валенсију, и био најбољи играч на Светском првенству 1978. које је освојила репрезентација Аргентине.
За Валенсију је наступио 184 пута и дао 116 голова.
Након играчке каријере, био је тренер више клубова у периоду од 1996 до 2001.

## Игра у репрезентацији
За репрезентацију Аргентине Кемпес је наступио 43 пута и постигао 20 голова. Представљао је репрезентацију на три Светска првенства: 1974, 1978. и 1982. Био је најбољи стрелац на СП 1978. када је постигао шест голова. Од тога, два гола су била у финалу против Холандије, коју је Аргентина победила 3-1. Други погодак је постигао у 105. минути и то је био победоносни гол у продужецима. Такође је у другој фази СП 1978. против Пољске играо руком и спречио погодак. Уследио је пенал који је одбранио Убалдо Фиљол.
Године 1978. је проглашен јужноамеричким играчем године. Пеле га је уврстио међу 125 највећих живих фудбалера.